# Назаров, Вячеслав Сергеевич
Вячеслав Сергеевич Наза́ров (3 июня 1952, Уфа — 2 января 1996, Денвер, США) — советский и американский джазовый тромбонист, пианист, композитор и вокалист.

## Биография
Окончил школу музыкантских воспитанников (учебная структура, напоминающая суворовское училище) и Уфимское училище искусств.
С шестнадцати лет начал профессионально выступать в различных музыкальных коллективах Советского Союза. Играл в ансамбле «Каданс» Германа Лукьянова, был пианистом, тромбонистом и вокалистом ансамблей «Новый электрон», «Коробейники», «Красные маки»; в 1977—1983 годах был ведущим солистом в оркестре Олега Лундстрема, в 1983—1989 годах — работал в ансамбле «Аллегро», в 1989—1990 в ансамбле «Мелодия».
В 1978 году его пригласили записать «Балладу Атоса» («Есть в графском парке чёрный пруд, там лилии цветут...»), которую он спел за кадром в фильме «Д'Артаньян и три мушкетёра» за актёра Вениамина Смехова.
С этими оркестрами объездил всю страну и выступал на зарубежных фестивалях и конкурсах. Сотрудничал с саксофонистами Вячеславом Преображенским и Сергеем Гурбелошвили, записал с ними по две пластинки. Опросом джазовых критиков Вячеслав Назаров признавался лучшим тромбонистом Советского Союза в течение 8 лет.
Как композитор Назаров сочинил инструментальные пьесы «Чародейка», «Снежный человек», «Обратный адрес», «Блюз», «Наваждение», «Франт», «Четвероногий друг Потап», «Хоровод», «Старый замок».
В 1990 году эмигрировал в США. Пробовал себя с разными составами в Нью-Йорке и Денвере, в том числе с такими звездами американского джаза, как Лю Табакин, Бенни Голсон, Валерий Пономарев, Карл Фонтана, Фредди Коул и другими.
В 1995 году в обновлённом составе «Аллегро» участвовал в фестивале JVC в нью-йоркском Эйвери Фишер Холле.
Погиб 2 января 1996 в автомобильной аварии на подъезде к Денверу, штат Колорадо, возвращаясь домой после Рождественских и Новогодних концертов из штата Коннектикут.

## Дискография
- Максим Дунаевский. «Три мушкетёра», мюзикл. Атос — В. Назаров (1981, «Мелодия»)
- Джаз-82. VIII Московский фестиваль джазовой музыки (пластинка 1). В составе Оркестра Олега Лундстрема (1983, «Мелодия»)
- Оркестр Олега Лундстрема. «В сочных тонах» (1982, «Мелодия»)
- Оркестр Олега Лундстрема. «В наше время» (1982, «Мелодия»)
- Осенние ритмы-84. С концертов Ленинградского фестиваля джазовой музыки. В составе ансамбля «Каданс» (1985, «Мелодия»)
- Осенние ритмы-85. С концертов Ленинградского фестиваля джазовой музыки (пластинка 1). Трио Вячеслава Назарова (1985, «Мелодия»)
- Джаз-ансамбль «Аллегро». «Золотая середина» (1985, «Мелодия»)
- Джаз-ансамбль «Аллегро». «Сфинкс» (1986, «Мелодия»)
- Сергей Гурбелошвили. «Простое и сложное» (1986, «Мелодия»)
- Осенние ритмы-87. С концертов Ленинградского фестиваля джазовой музыки (пластинка 1). Джаз-квартет Вячеслава Назарова (1988, «Мелодия»)
- Сергей Гурбелошвили. «Бриз». Все аранжировки Вячеслава Назарова (1989, «Мелодия»)
- Николай Левиновский. «Пять Новелл» (1989, «Мелодия»)
- Джаз-квинтет Вячеслава Назарова и Вячеслава Преображенского. «Обратный Адрес» (1990, «Мелодия»)
- Вячеслав Преображенский. «Ещё вчера…» (1991, «Мелодия»)
- Джазность: Москва — Вашингтон. Встреча на высшем уровне (1991, «Элефант Рекордс»)
- Памяти Вячеслава Назарова (1999, IBM Music; альбом не издан).